# 圖里亞河 (普里皮亞季河支流)

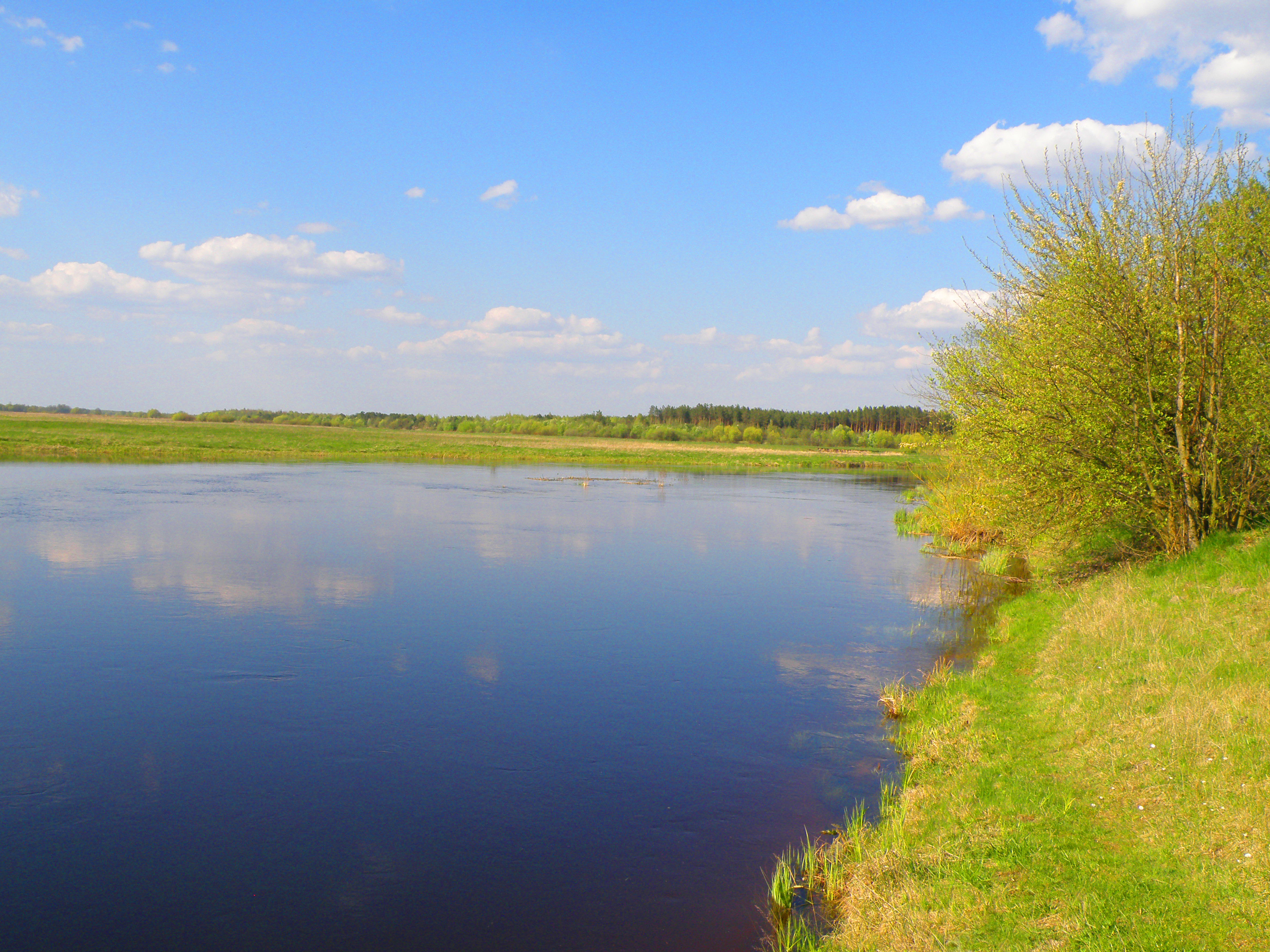

圖里亞河（烏克蘭語：Турія），是烏克蘭的河流，屬於普里皮亞季河的右支流，河道全長184公里，流域面積2,900平方公里，平均流量每秒9立方米，河畔城鎮有科韋利。